# Pterolophia obliqueplagiata
Pterolophia obliqueplagiata là một loài bọ cánh cứng trong họ Cerambycidae.